# Angelo De Donatis
Angelo De Donatis, né le 4 janvier 1954 à Casarano dans les Pouilles en Italie, est un prélat catholique italien, vicaire de Rome de 2017 à 2024, cardinal depuis 2018 et pénitencier majeur depuis 2024.

## Biographie
Élève du séminaire diocésain de Tarente puis du séminaire pontifical de Rome, Angelo De Donatis effectue ses études en vue du sacerdoce à l'université pontificale du Latran pour le cycle de philosophie puis, pour la théologie, à l'université pontificale grégorienne où il obtient sa licence en théologie morale. Il est ordonné prêtre pour le diocèse de Nardo-Gallipoli le 12 avril 1980. Le 28 novembre 1983, il est finalement incardiné au diocèse de Rome . 
Il occupe ensuite différents offices dans le diocèse de Rome, en paroisse et dans les services diocésains. De 1989 à 1991 il est archiviste du secrétariat du collège cardinalice. À partir de 1990 et jusqu'en 2003, il est directeur spirituel du séminaire pontifical de Rome. En 2003, il est nommé curé de la paroisse Saint-Marc au Campidoglio. Membre du conseil presbytéral et du conseil des consulteurs du diocèse Rome, il devient en 1989 membre de l'ordre équestre du Saint-Sépulcre de Jérusalem avec le grade de chevalier. 
Il est nommé chapelain de Sa Sainteté le 10 avril 1990 par le pape Jean-Paul II. Lors du carême 2014, le pape François fait appel à lui pour assurer la prédication des exercices spirituels de la curie. 
Le 14 septembre 2015, il est nommé évêque titulaire de  Mottola et évêque auxiliaire de Rome. Il est consacré par le pape François en la basilique Saint-Jean-de-Latran, cathédrale de Rome, le 9 novembre 2015, fête de la dédicace de la basilique du Latran.  
Le pape François le nomme vicaire de Rome et archiprêtre de la basilique Saint-Jean-de-Latran le 26 mai 2017, l'élevant par ailleurs à la dignité d'archevêque. Il succède au cardinal Agostino Vallini, atteint par la limite d'âge.
Le 20 mai 2018, le pape François annonce qu'il sera créé cardinal en même temps que treize autres prélats lors d'un consistoire qui se tiendra le 28 juin 2018. Sa nomination comme cardinal était attendue du fait de ses nouvelles fonctions.
Il est donc élevé directement à la dignité de cardinal-prêtre avec le titre cardinalice de Saint-Marc. Il prend possession de sa paroisse cardinalice le 7 octobre 2018.
Le 11 juillet 2019, il devient administrateur apostolique de l'exarchat apostolique d'Italie des Ukrainiens nouvellement érigé.
Le 6 avril 2024, il est nommé pénitencier majeur par le pape François. Il est simultanément démis de ses fonctions de vicaire de Rome, et n'est pas remplacé officiellement, Baldassare Reina étant chargé de l'intérim.

### Devise et armoiries
Il choisit comme devise une citation de l’œuvre de saint Ambroise De officiis ministrorum « Nihil caritate dulcius » (« Rien n'est plus doux que l'amour »). Ses armes représentent, outre les attributs de l'évêque, le lion de saint Marc, en référence à la paroisse dont il fut curé pendant douze ans, et une grenade, symbole du sang versé du Christ et des martyrs .

## Succession apostolique
Angelo De Donatis a ordonné les évêques suivants :
- Archevêque Giacomo Morandi (2017)
- Évêque Paolo Ricciardi (it) (2018)
- Évêque Daniele Libanori (en), S.I. (2018)
- Archevêque Gianpiero Palmieri (it) (2018)
- Évêque Dario Gervasi (it) (2020)
- Cardinal Enrico Feroci (2020)
- Archevêque Benoni Ambăruş (2021)
- Évêque Attilio Nostro (it) (2021)
- Archevêque Riccardo Lamba (it) (2022)
- Évêque Daniele Salera (it) (2022)
- Cardinal Baldassare Reina (2022)
- Archevêque Davide Carbonaro (it), O.M.D. (2024)